# Ryan Duffield
Ryan Duffield es un deportista australiano que compitió en vela en la clase Tornado. Ganó dos medallas en el Campeonato Mundial de Tornado, plata en 2014 y bronce en 2011.

## Palmarés internacional
| \| Campeonato Mundial \| Campeonato Mundial \| Campeonato Mundial \| Campeonato Mundial \| \| Año \| Lugar \| Medalla \| Clase \| \| ------------------ \| ------------------ \| ------------------ \| ------------------ \| \| 2011 \| Ipsach (Suiza) \| Medalla de bronce \| Tornado \| \| 2014 \| Perth (Australia) \| Medalla de plata \| Tornado \| |                   |                   |         |
| Campeonato Mundial |                   |                   |         |
| Año | Lugar             | Medalla           | Clase   |
| 2011 | Ipsach (Suiza)    | Medalla de bronce | Tornado |
| 2014 | Perth (Australia) | Medalla de plata  | Tornado |